# VW Sharan II
| Sonstige Messwerte                   | Sonstige Messwerte              |
| ------------------------------------ | ------------------------------- |
| Sterne im Euro-NCAP-Crashtest (2010) | 5 Sterne im Euro-NCAP-Crashtest |
| Sterne im Euro-NCAP-Crashtest (2019) | 4 Sterne im Euro-NCAP-Crashtest |

Der Volkswagen Sharan II und sein nahezu baugleiches Schwestermodell Seat Alhambra II sind Pkw des Automobilkonzerns Volkswagen. Die Fahrzeuge basieren technisch auf dem Passat B6 und sind Nachfolger des Sharan I/Seat Alhambra I. Produziert wurden beide im Autoeuropa-Werk im portugiesischen Palmela.

## Modellgeschichte

### Allgemeines
Die Weltpremiere des Sharan erfolgte auf dem Genfer Auto-Salon 2010. Die Markteinführung fand am 3. September 2010 (Sharan) bzw. am 2. Oktober 2010 (Alhambra) statt. Anfang 2022 nahm Seat den Alhambra vom Markt, der Sharan folgte kurz darauf. Für beide gibt es kein direktes Nachfolgemodell.
Das Modell wurde von Walter Maria de Silva und Klaus Zyciora entworfen und ähnelt stark dem Touran GP2. Sowohl innen als auch außen sind auch Stilelemente des Touareg zu erkennen. Im Gegensatz zum Vorgänger hat der Sharan II Schiebetüren, die manuell oder gegen Aufpreis auch elektrisch bedient werden.

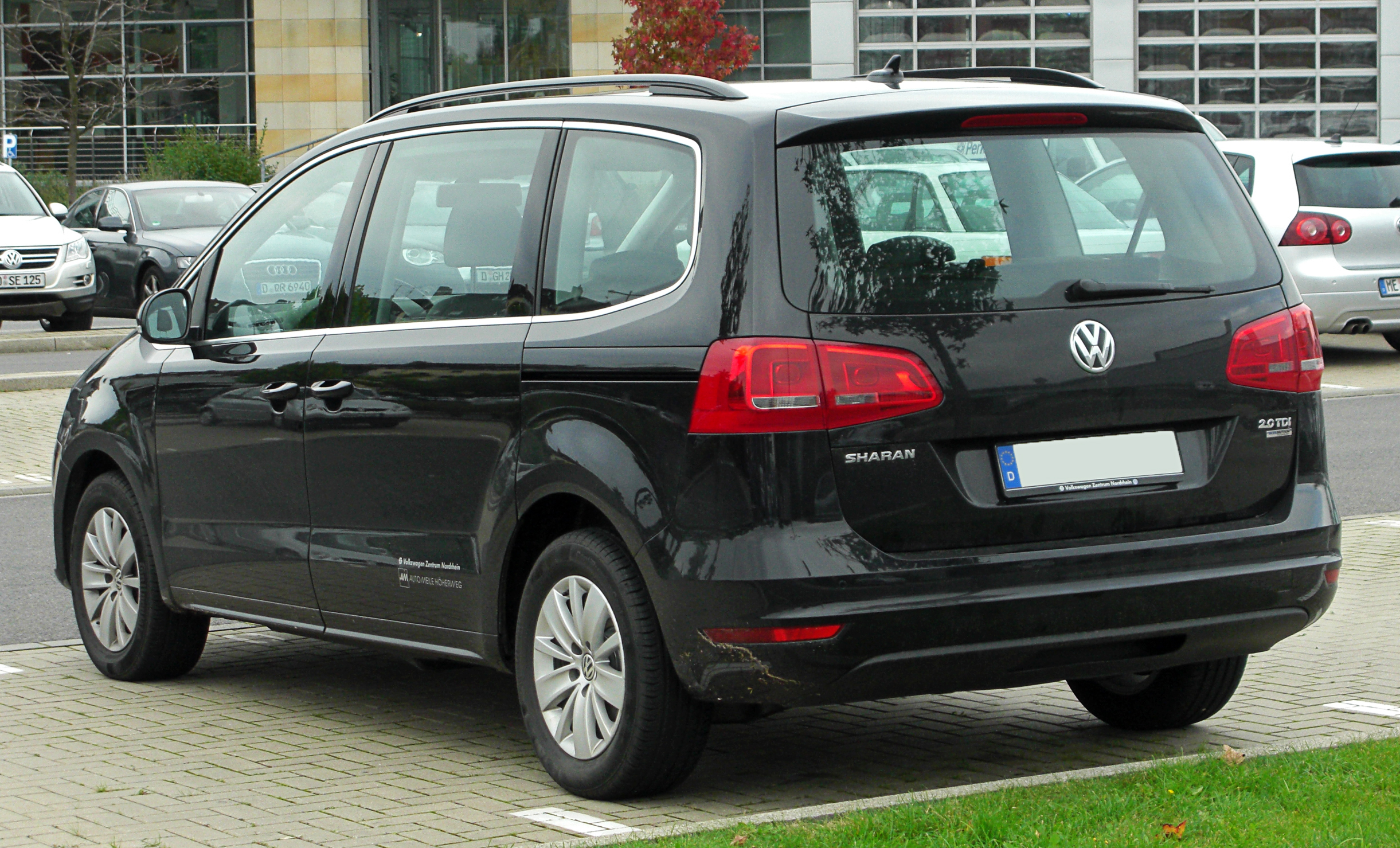
Heckansicht
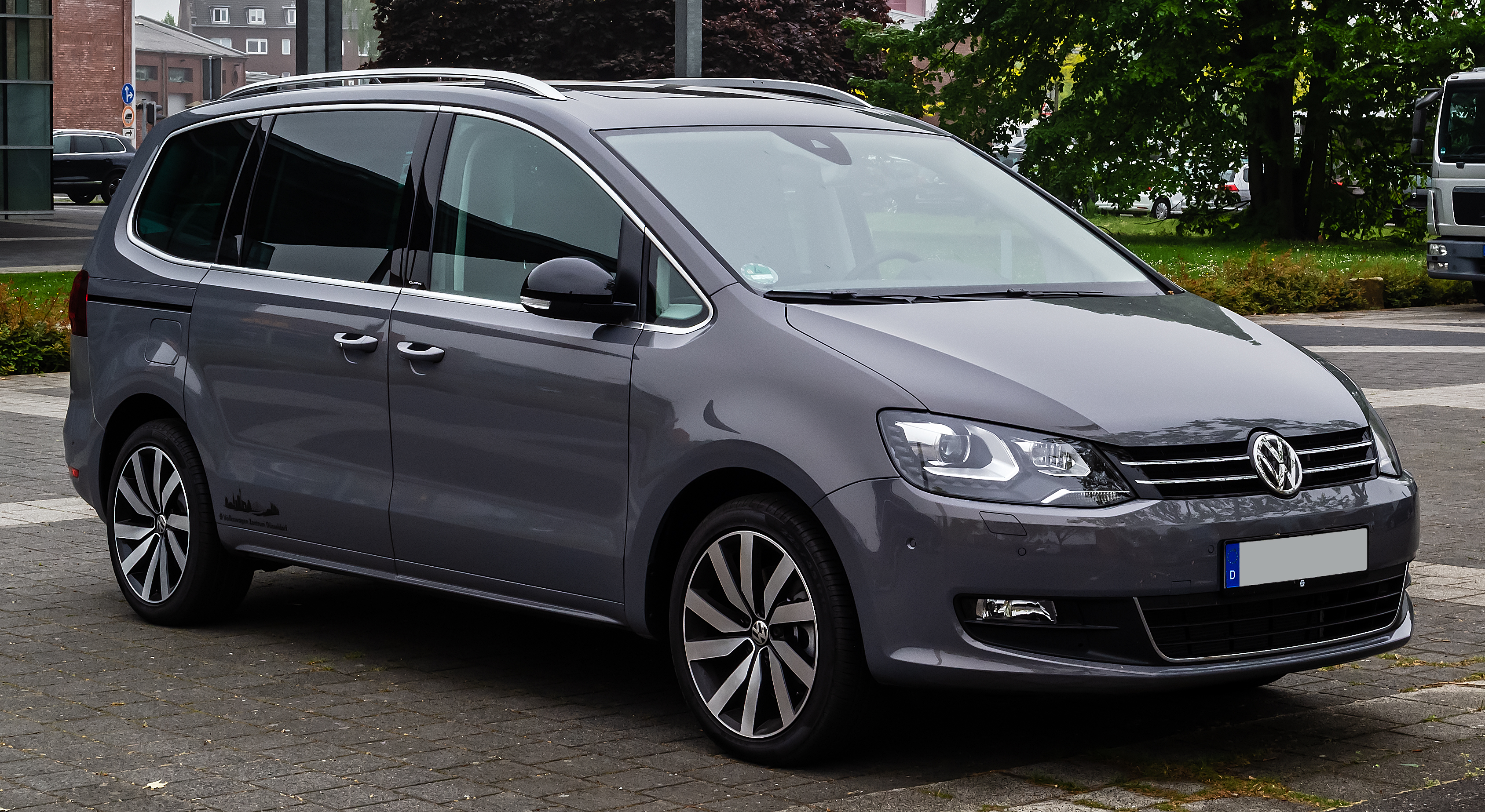
VW Sharan (2015–2022)
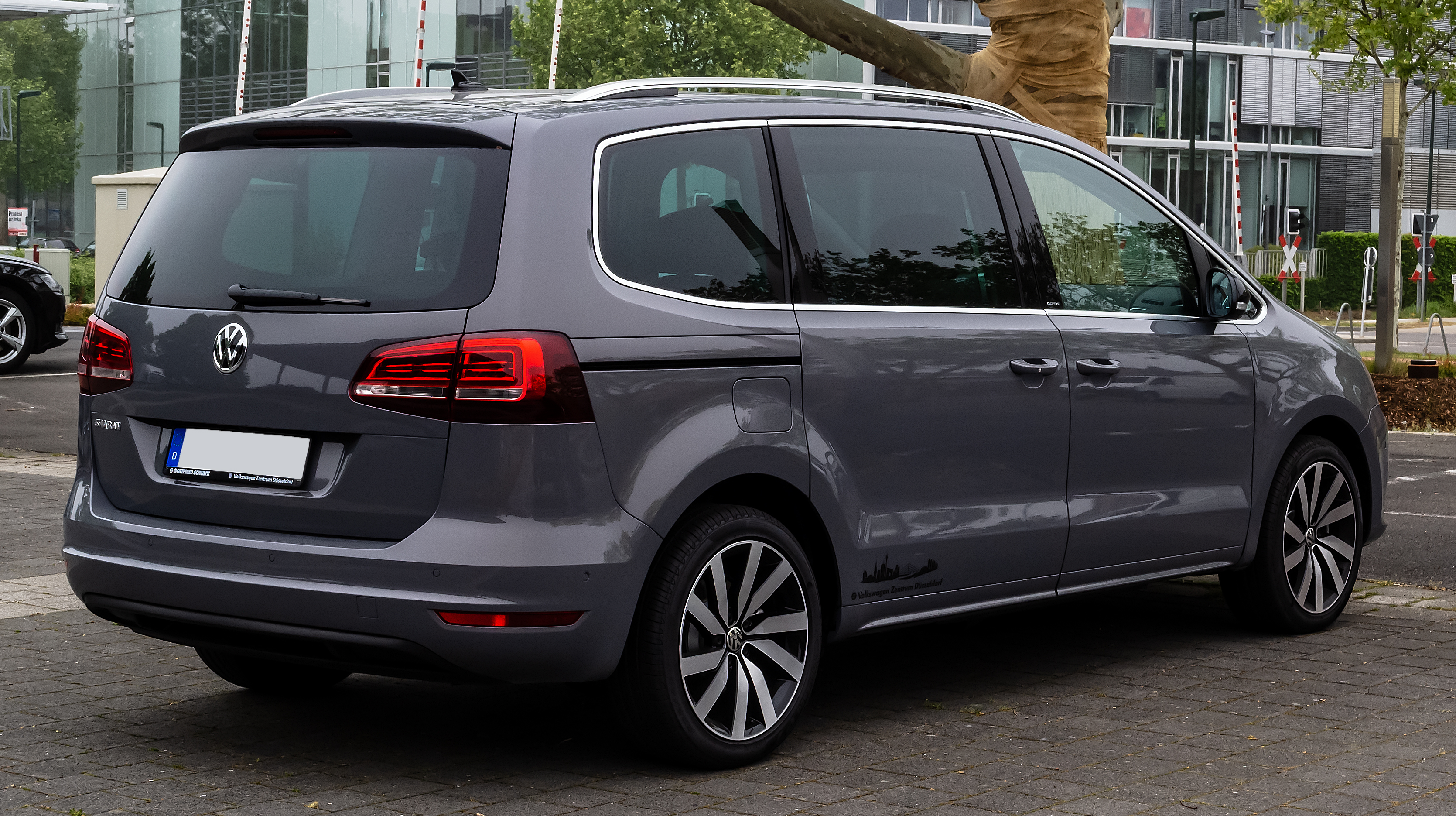
Heckansicht
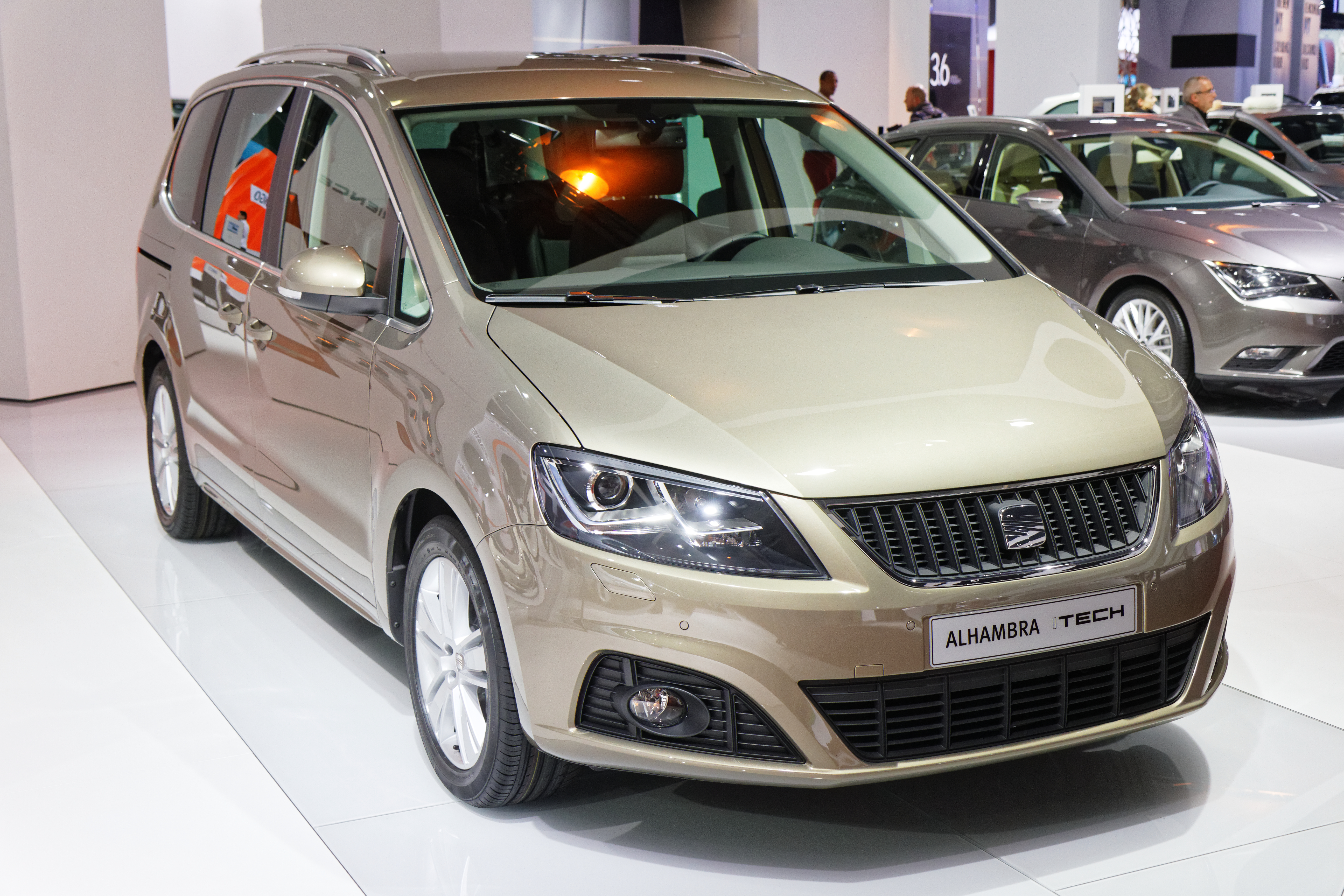
Seat Alhambra (2010–2015)
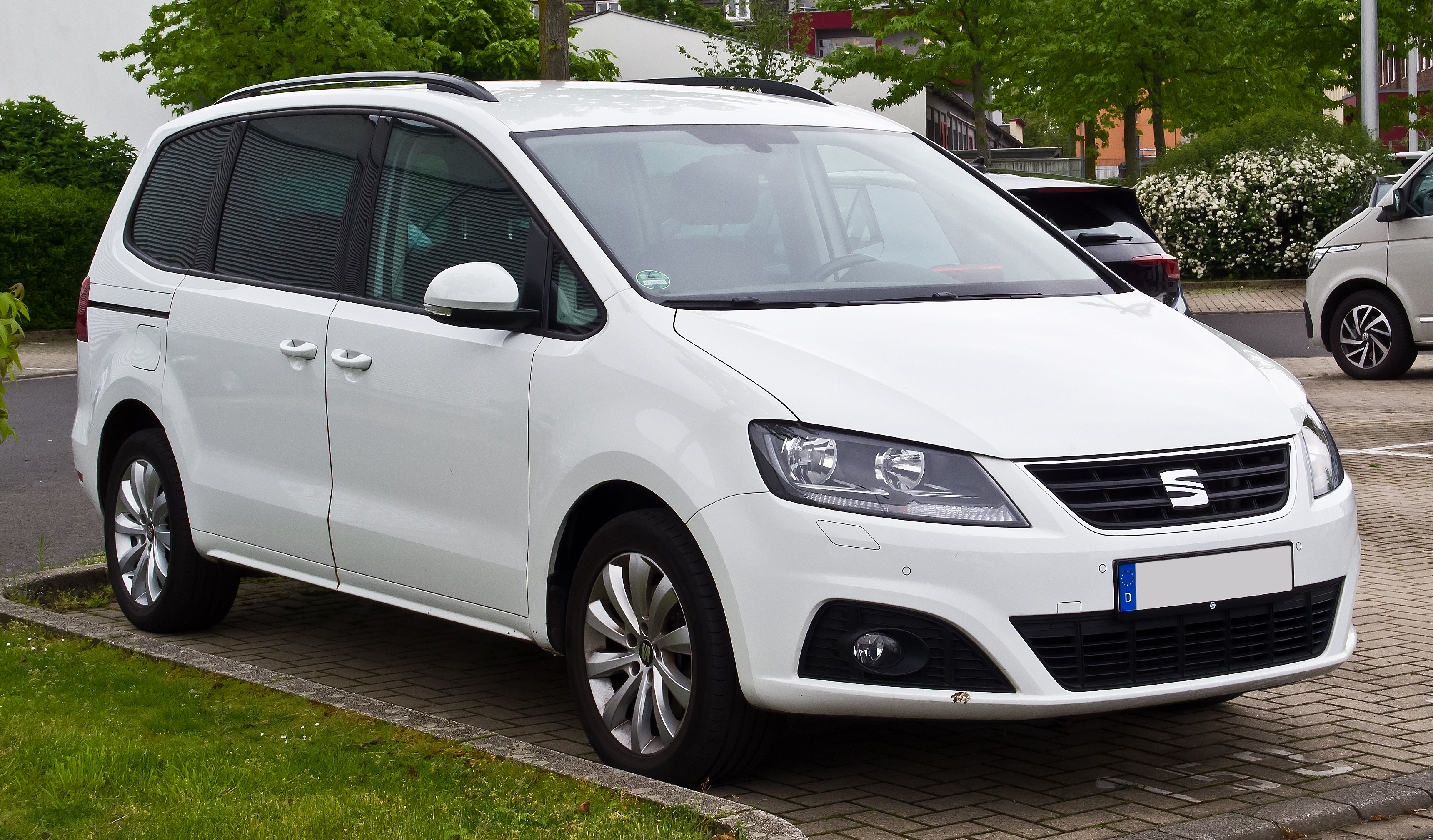
Seat Alhambra (2015–2022)
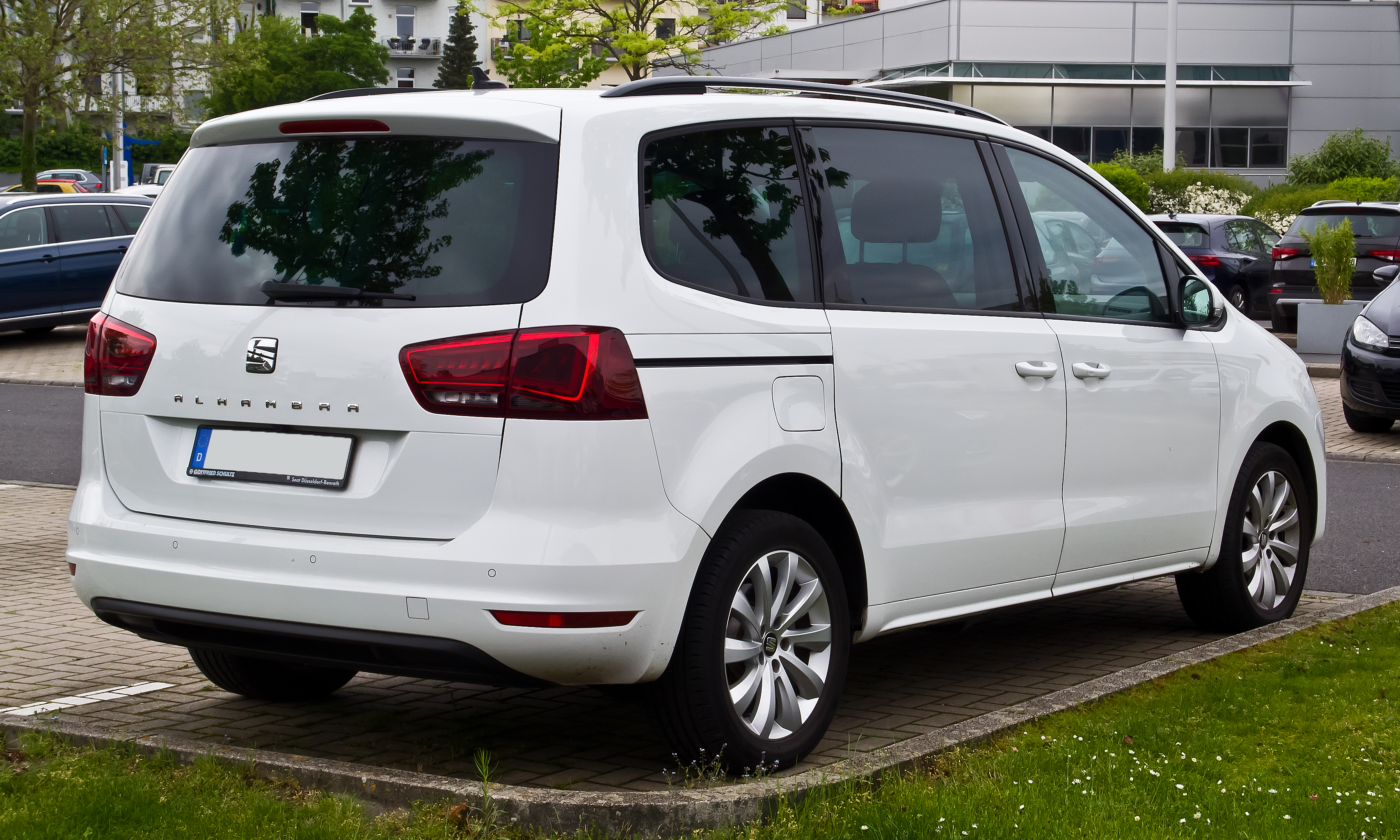
Heckansicht

### Modellpflege
Zum Modelljahr 2011 wurde die Sonderausstattung um die Optionen Parklenkassistent, adaptive Fahrwerksregelung und schlüsselloses Startsystem erweitert.
Zum Modelljahr 2012 bekam der Sharan ein zusätzliches Ablagefach in der Dachkonsole. Das Kombiinstrument wurde um eine Anzeige für die elektronische Parkbremse erweitert. Außerdem wurden die Radio- und Navigationssysteme optisch und technisch überarbeitet. Die Sonderausstattung wurde um Allradantrieb, Spurhalteassistent, Verkehrszeichenerkennung und 18"-Leichtmetallräder ergänzt. Zum Modelljahr 2012 wurde auch die Kennzeichenbeleuchtung auf LED umgestellt.
Zum Modelljahr 2013 wurden die Vordersitze mit neuen sicherheitsoptimierten Kopfstützen ausgestattet. Außerdem bekam die Gepäckraumklappe eine Umfeldbeleuchtung. Optional waren seitdem auch DAB+-Empfang und eine elektrische Zuziehhilfe für die Schiebetüren erhältlich.
Zum Modelljahr 2016 wurden Sharan und Alhambra vor allem technisch überarbeitet. Die Motoren erfüllen jetzt alle die Euro-6-Norm und verbrauchen bis zu 15 % weniger bei teilweise gesteigerter Motorleistung. Eine Multikollisionsbremse gehört zur Serienausstattung, optional sind ein Umfeldbeobachtungssystem mit City-Notbremsfunktion, ein Totwinkel- und ein Spurwechselassistent sowie eine automatische Distanzkontrolle erhältlich. Die Radio- und Navigationsgeräte entsprechen der aktuellen Generation aus dem Golf VII und ermöglichen optional eine Smartphone-Integration mit CarPlay, Android Auto oder MirrorLink.
Optisch erkennt man die überarbeiteten Modelle innen an neuen Dekoren und Lenkrädern und außen an neuen LED-Rückleuchten. Beim Alhambra sind die Kühlergrilllamellen nun horizontal statt vertikal angeordnet.
Zum Modelljahr 2017 entfiel der Mittelwellenempfang bei Radios und Navigationssystemen. Das Kältemittel in der Klimaanlage wurde von R134a auf R1234yf umgestellt und die Klimaautomatik wurde mit einem Allergenfilter ausgerüstet. Der Sharan ist nur noch als 5- oder 7-Sitzer erhältlich, die 6-Sitzer-Option ist entfallen.

## Technik
Zur Verbrauchsoptimierung tragen ein Start-Stopp-System und die Bremsenergierückgewinnung bei. Ein weiteres technisches Detail ist eine adaptive Fahrwerksregelung, bei Volkswagen Dynamic Chassis Control (DCC) genannt. Die Kraftübertragung erfolgt über ein Sechsgangschaltgetriebe oder ein Sechsgang-Doppelkupplungsgetriebe. Ab 2011 war eine Allradversion erhältlich.

## Technische Daten

### VW Sharan

#### Ottomotoren
| Sharan II                                                        | 1.4 TSI BlueMotion Technology                                 | 1.4 TSI BlueMotion Technology                                 | 1.4 TSI OPF BlueMotion Technology                             | 1.4 TSI OPF BlueMotion Technology                             | 1.4 TSI OPF BlueMotion Technology                             | 2.0 TSI                                                       | 2.0 TSI                                                       |
| ---------------------------------------------------------------- | ------------------------------------------------------------- | ------------------------------------------------------------- | ------------------------------------------------------------- | ------------------------------------------------------------- | ------------------------------------------------------------- | ------------------------------------------------------------- | ------------------------------------------------------------- |
| Bauzeitraum                                                      | 09/2010–07/2015                                               | 07/2015–08/2018                                               | 10/2018–08/2019                                               | 08/2019–10/2020                                               | 10/2020–03/2022                                               | 11/2010–07/2015                                               | 07/2015–04/2018                                               |
| Motortyp                                                         | Vierzylinder-Ottomotor in Reihenbauart mit Direkteinspritzung | Vierzylinder-Ottomotor in Reihenbauart mit Direkteinspritzung | Vierzylinder-Ottomotor in Reihenbauart mit Direkteinspritzung | Vierzylinder-Ottomotor in Reihenbauart mit Direkteinspritzung | Vierzylinder-Ottomotor in Reihenbauart mit Direkteinspritzung | Vierzylinder-Ottomotor in Reihenbauart mit Direkteinspritzung | Vierzylinder-Ottomotor in Reihenbauart mit Direkteinspritzung |
| Motorkennbuchstaben                                              | CAVA                                                          | CZDA                                                          | DJKA                                                          | DJKA                                                          | DJKA                                                          | CCZA                                                          | DEDA                                                          |
| Motorbaureihe                                                    | VW EA111                                                      | VW EA211                                                      | VW EA211                                                      | VW EA211                                                      | VW EA211                                                      | VW EA888                                                      | VW EA888                                                      |
| Motoraufladung                                                   | Turbolader, Kompressor                                        | Turbolader                                                    | Turbolader                                                    | Turbolader                                                    | Turbolader                                                    | Turbolader                                                    | Turbolader                                                    |
| Hubraum                                                          | 1390 cm³                                                      | 1395 cm³                                                      | 1395 cm³                                                      | 1395 cm³                                                      | 1395 cm³                                                      | 1984 cm³                                                      | 1984 cm³                                                      |
| max. Leistung bei min−1                                          | 110 kW (150 PS)/5800                                          | 110 kW (150 PS)/5000–6000                                     | 110 kW (150 PS)/5000–6000                                     | 110 kW (150 PS)/5000–6000                                     | 110 kW (150 PS)/5000–6000                                     | 147 kW (200 PS)/5100                                          | 162 kW (220 PS)/4500–6200                                     |
| max. Drehmoment bei min−1                                        | 240 Nm/1750–4000                                              | 250 Nm/1500–3500                                              | 250 Nm/1500–3500                                              | 250 Nm/1500–3500                                              | 250 Nm/1500–3500                                              | 280 Nm/1700–5000                                              | 350 Nm/1500–4400                                              |
| Antriebsart, serienmäßig                                         | Vorderradantrieb                                              | Vorderradantrieb                                              | Vorderradantrieb                                              | Vorderradantrieb                                              | Vorderradantrieb                                              | Vorderradantrieb                                              | Vorderradantrieb                                              |
| Antriebsart, optional                                            | —                                                             | —                                                             | —                                                             | —                                                             | —                                                             | —                                                             | —                                                             |
| Getriebe, serienmäßig                                            | 6-Gang-Schaltgetriebe                                         | 6-Gang-Schaltgetriebe                                         | 6-Gang-Schaltgetriebe                                         | 6-Gang-Schaltgetriebe                                         | 6-Gang-Schaltgetriebe                                         | 6-Gang-DSG                                                    | 6-Gang-DSG                                                    |
| Getriebe, optional                                               | 6-Gang-DSG                                                    | 6-Gang-DSG                                                    | 6-Gang-DSG                                                    | 6-Gang-DSG                                                    | 6-Gang-DSG                                                    | —                                                             | —                                                             |
| Leergewicht                                                      | 1723–1742 kg                                                  | 1703–1717 kg                                                  | 1695–1715 kg                                                  | 1695–1715 kg                                                  | 1727–1753 kg                                                  | 1790 kg                                                       | 1790 kg                                                       |
| maximale Zuladung                                                | 643 kg                                                        | 668–672 kg                                                    | 595 kg                                                        | 595 kg                                                        | 597–603 kg                                                    | 643 kg                                                        | 645 kg                                                        |
| Beschleunigung 0–100 km/h                                        | 9,9–10,7 s                                                    | 9,9–10,7 s                                                    | 9,9 s                                                         | 9,9 s                                                         | 10,7 s                                                        | 8,3 s                                                         | 7,8 s                                                         |
| Höchstgeschwindigkeit                                            | 197 km/h                                                      | 198–200 km/h                                                  | 198–200 km/h                                                  | 198–200 km/h                                                  | 198–200 km/h                                                  | 221 km/h                                                      | 226 km/h                                                      |
| Kraftstoffverbrauch auf 100 km (kombiniert, nach EWG-Richtlinie) | 7,2–7,6 l Super                                               | 6,4–6,7 l Super                                               | 7,9–8,6 l Super                                               | 7,8–8,4 l Super                                               | 7,9–8,2 l Super                                               | 8,4 l Super                                                   | 7,2–7,3 l Super                                               |
| CO2-Emission, kombiniert                                         | 167–178 g/km                                                  | 148–155 g/km                                                  | 179–195 g/km                                                  | 176–190 g/km                                                  | 178–187 g/km                                                  | 196 g/km                                                      | 167–168 g/km                                                  |
| Abgasnorm nach EU-Klassifikation                                 | Euro 5                                                        | Euro 6                                                        | Euro 6d-TEMP                                                  | Euro 6d-TEMP-EVAP-ISC                                         | Euro 6d                                                       | Euro 5                                                        | Euro 6                                                        |

#### Dieselmotoren
| Sharan II                                                        | 2.0 TDI BlueMotion Technology                                         | 2.0 TDI BlueMotion Technology                                         | 2.0 TDI BlueMotion Technology                                         | 2.0 TDI BlueMotion Technology                                         | 2.0 TDI BlueMotion Technology                                         | 2.0 TDI BlueMotion Technology                                         | 2.0 TDI BlueMotion Technology                                         | 2.0 TDI BlueMotion Technology                                         | 2.0 TDI BlueMotion Technology                                         | 2.0 TDI BlueMotion Technology                                         | 2.0 TDI BlueMotion Technology                                         |
| ---------------------------------------------------------------- | --------------------------------------------------------------------- | --------------------------------------------------------------------- | --------------------------------------------------------------------- | --------------------------------------------------------------------- | --------------------------------------------------------------------- | --------------------------------------------------------------------- | --------------------------------------------------------------------- | --------------------------------------------------------------------- | --------------------------------------------------------------------- | --------------------------------------------------------------------- | --------------------------------------------------------------------- |
| Bauzeitraum                                                      | 10/2011–07/2015                                                       | 07/2015–08/2017                                                       | 09/2010–07/2015                                                       | 07/2015–08/2018                                                       | 10/2018–08/2019                                                       | 08/2019–08/2020                                                       | 09/2010–12/2012                                                       | 01/2013–07/2015                                                       | 12/2018–08/2019                                                       | 08/2019–08/2020                                                       | 07/2015–08/2018                                                       |
| Motortyp                                                         | Vierzylinder-Dieselmotor in Reihenbauart mit Common-Rail-Einspritzung | Vierzylinder-Dieselmotor in Reihenbauart mit Common-Rail-Einspritzung | Vierzylinder-Dieselmotor in Reihenbauart mit Common-Rail-Einspritzung | Vierzylinder-Dieselmotor in Reihenbauart mit Common-Rail-Einspritzung | Vierzylinder-Dieselmotor in Reihenbauart mit Common-Rail-Einspritzung | Vierzylinder-Dieselmotor in Reihenbauart mit Common-Rail-Einspritzung | Vierzylinder-Dieselmotor in Reihenbauart mit Common-Rail-Einspritzung | Vierzylinder-Dieselmotor in Reihenbauart mit Common-Rail-Einspritzung | Vierzylinder-Dieselmotor in Reihenbauart mit Common-Rail-Einspritzung | Vierzylinder-Dieselmotor in Reihenbauart mit Common-Rail-Einspritzung | Vierzylinder-Dieselmotor in Reihenbauart mit Common-Rail-Einspritzung |
| Motorkennbuchstaben                                              | CFFE                                                                  | CUVA                                                                  | CFFB                                                                  | CUVC                                                                  | DLTB                                                                  | DLTB                                                                  | CFGB                                                                  | CFGC                                                                  | DLUB                                                                  | DLUB                                                                  | CUWA                                                                  |
| Motorbaureihe                                                    | VW EA189                                                              | VW EA288                                                              | VW EA189                                                              | VW EA288                                                              | VW EA288                                                              | VW EA288                                                              | VW EA189                                                              | VW EA189                                                              | VW EA288                                                              | VW EA288                                                              | VW EA288                                                              |
| Motoraufladung                                                   | Turbolader                                                            | Turbolader                                                            | Turbolader                                                            | Turbolader                                                            | Turbolader                                                            | Turbolader                                                            | Turbolader                                                            | Turbolader                                                            | Turbolader                                                            | Turbolader                                                            | Turbolader                                                            |
| Hubraum                                                          | 1968 cm³                                                              | 1968 cm³                                                              | 1968 cm³                                                              | 1968 cm³                                                              | 1968 cm³                                                              | 1968 cm³                                                              | 1968 cm³                                                              | 1968 cm³                                                              | 1968 cm³                                                              | 1968 cm³                                                              | 1968 cm³                                                              |
| max. Leistung bei min−1                                          | 85 kW (115 PS)/4200                                                   | 85 kW (115 PS)/3500                                                   | 103 kW (140 PS) (1)/4200                                              | 110 kW (150 PS)/3500                                                  | 110 kW (150 PS)/3500                                                  | 110 kW (150 PS)/3500                                                  | 125 kW (170 PS)/4200                                                  | 130 kW (177 PS)/4200                                                  | 130 kW (177 PS)/3500–4000                                             | 130 kW (177 PS)/3500–4000                                             | 135 kW (184 PS)/3500–4000                                             |
| max. Drehmoment bei min−1                                        | 280 Nm/1750–2750                                                      | 280 Nm/1750–3000                                                      | 320 Nm/1750–2500                                                      | 340 Nm/1750–3000                                                      | 340 Nm/1750–3000                                                      | 340 Nm/1750–3000                                                      | 350 Nm/1750–2500                                                      | 380 Nm/1750–2500                                                      | 380 Nm/1750–3250                                                      | 380 Nm/1750–3250                                                      | 380 Nm/1750–3000                                                      |
| Antriebsart, serienmäßig                                         | Vorderradantrieb                                                      | Vorderradantrieb                                                      | Vorderradantrieb                                                      | Vorderradantrieb                                                      | Vorderradantrieb                                                      | Vorderradantrieb                                                      | Vorderradantrieb                                                      | Vorderradantrieb                                                      | Vorderradantrieb                                                      | Vorderradantrieb                                                      | Vorderradantrieb                                                      |
| Antriebsart, optional                                            | —                                                                     | —                                                                     | Allrad 4Motion                                                        | Allrad 4Motion                                                        | Allrad 4Motion                                                        | —                                                                     | Allrad 4Motion                                                        | —                                                                     | Allrad 4Motion (7-Gang-DSG)                                           | Allrad 4Motion (7-Gang-DSG)                                           | Allrad 4Motion (7-Gang-DSG)                                           |
| Getriebe, serienmäßig                                            | 6-Gang-Schaltgetriebe                                                 | 6-Gang-Schaltgetriebe                                                 | 6-Gang-Schaltgetriebe                                                 | 6-Gang-Schaltgetriebe                                                 | 6-Gang-Schaltgetriebe                                                 | 6-Gang-Schaltgetriebe                                                 | 6-Gang-Schaltgetriebe                                                 | 6-Gang-Schaltgetriebe                                                 | 6-Gang-DSG                                                            | 6-Gang-DSG                                                            | 6-Gang-Schaltgetriebe                                                 |
| Getriebe, optional                                               | —                                                                     | —                                                                     | 6-Gang-DSG (nicht bei 4Motion)                                        | 6-Gang-DSG (nicht bei 4Motion)                                        | 6-Gang-DSG (nicht bei 4Motion)                                        | 6-Gang-DSG                                                            | 6-Gang-DSG                                                            | 6-Gang-DSG                                                            | —                                                                     | —                                                                     | 6-Gang-DSG                                                            |
| Leergewicht                                                      | 1772 kg                                                               | 1772 kg                                                               | 1774–1891 kg                                                          | 1772–1891 kg                                                          | 1785–1885 kg                                                          | 1785–1805 kg                                                          | 1794–1803 kg                                                          | 1800–1804 kg                                                          | 1815–1915 kg                                                          | 1815–1915 kg                                                          | 1800–1923 kg                                                          |
| maximale Zuladung                                                | 663 kg                                                                | 693 kg                                                                | 643–714 kg                                                            | 643–693 kg                                                            | 605–655 kg                                                            | 605 kg                                                                | 744 kg                                                                | 641–645 kg                                                            | 575–645 kg                                                            | 575–645 kg                                                            | 671–712 kg                                                            |
| Beschleunigung 0–100 km/h                                        | 12,6 s                                                                | 12,6 s                                                                | 10,9–11,4 s                                                           | 10,3–10,6 s                                                           | 10,3 s                                                                | 10,3 s                                                                | 9,5–9,8 s                                                             | 9,3–9,6 s                                                             | 9,1–9,3 s                                                             | 9,1–9,3 s                                                             | 8,9 s                                                                 |
| Höchstgeschwindigkeit                                            | 183 km/h                                                              | 184 km/h                                                              | 191–194 km/h                                                          | 198–200 km/h                                                          | 198–200 km/h                                                          | 198–200 km/h                                                          | 204–207 km/h                                                          | 206–208 km/h                                                          | 208–210 km/h                                                          | 208–210 km/h                                                          | 211–215 km/h                                                          |
| Kraftstoffverbrauch auf 100 km (kombiniert, nach EWG-Richtlinie) | 5,5 l Diesel                                                          | 5,0–5,1 l Diesel                                                      | 5,5–6,0 l Diesel                                                      | 5,0–5,6 l Diesel                                                      | 6,3–7,1 l Diesel                                                      | 6,4–6,7 l Diesel                                                      | 5,8–5,9 l Diesel                                                      | 5,8–5,9 l Diesel                                                      | 6,8–7,3 l Diesel                                                      | 6,8–7,3 l Diesel                                                      | 5,3–5,8 l Diesel                                                      |
| CO2-Emission, kombiniert                                         | 143 g/km                                                              | 130–132 g/km                                                          | 143–158 g/km                                                          | 130–147 g/km                                                          | 164–186 g/km                                                          | 167–176 g/km                                                          | 152–154 g/km                                                          | 152–154 g/km                                                          | 179–193 g/km                                                          | 179–193 g/km                                                          | 138–152 g/km                                                          |
| Abgasnorm nach EU-Klassifikation                                 | Euro 5                                                                | Euro 6                                                                | Euro 5                                                                | Euro 6                                                                | Euro 6d-TEMP-EVAP-ISC                                                 | Euro 6d-TEMP                                                          | Euro 5                                                                | Euro 5                                                                | Euro 6d-TEMP-EVAP-ISC                                                 | Euro 6d-TEMP                                                          | Euro 6                                                                |

### Seat Alhambra

#### Ottomotoren
| Alhambra II                                                      | 1.4 TSI Ecomotive                                             | 1.4 TSI                                                       | 1.4 TSI OPF                                                   | 1.4 TSI OPF                                                   | 1.4 TSI OPF                                                   | 2.0 TSI                                                       | 2.0 TSI                                                       |
| ---------------------------------------------------------------- | ------------------------------------------------------------- | ------------------------------------------------------------- | ------------------------------------------------------------- | ------------------------------------------------------------- | ------------------------------------------------------------- | ------------------------------------------------------------- | ------------------------------------------------------------- |
| Bauzeitraum                                                      | 10/2010–05/2015                                               | 05/2015–08/2018                                               | 10/2018–08/2019                                               | 09/2019–10/2020                                               | 10/2020–01/2022                                               | 11/2010–05/2015                                               | 05/2015–08/2018                                               |
| Motortyp                                                         | Vierzylinder-Ottomotor in Reihenbauart mit Direkteinspritzung | Vierzylinder-Ottomotor in Reihenbauart mit Direkteinspritzung | Vierzylinder-Ottomotor in Reihenbauart mit Direkteinspritzung | Vierzylinder-Ottomotor in Reihenbauart mit Direkteinspritzung | Vierzylinder-Ottomotor in Reihenbauart mit Direkteinspritzung | Vierzylinder-Ottomotor in Reihenbauart mit Direkteinspritzung | Vierzylinder-Ottomotor in Reihenbauart mit Direkteinspritzung |
| Motorkennbuchstaben                                              | CTHA                                                          | CZDA                                                          | DJKA                                                          | DJKA                                                          | DJKA                                                          | CCZA                                                          | DEDA                                                          |
| Motorbaureihe                                                    | VW EA111                                                      | VW EA211                                                      | VW EA211                                                      | VW EA211                                                      | VW EA211                                                      | VW EA888                                                      | VW EA888                                                      |
| Motoraufladung                                                   | Turbolader, Kompressor                                        | Turbolader                                                    | Turbolader                                                    | Turbolader                                                    | Turbolader                                                    | Turbolader                                                    | Turbolader                                                    |
| Hubraum                                                          | 1390 cm³                                                      | 1395 cm³                                                      | 1395 cm³                                                      | 1395 cm³                                                      | 1395 cm³                                                      | 1984 cm³                                                      | 1984 cm³                                                      |
| max. Leistung bei min−1                                          | 110 kW (150 PS)/5800                                          | 110 kW (150 PS)/5000–6000                                     | 110 kW (150 PS)/5000–6000                                     | 110 kW (150 PS)/5000–6000                                     | 110 kW (150 PS)/5000–6000                                     | 147 kW (200 PS)/5100                                          | 162 kW (220 PS)/4500–6200                                     |
| max. Drehmoment bei min−1                                        | 240 Nm/1750–4000                                              | 250 Nm/1500–3500                                              | 250 Nm/1500–3500                                              | 250 Nm/1500–3500                                              | 250 Nm/1500–3500                                              | 280 Nm/1700–5000                                              | 350 Nm/1500–4400                                              |
| Antriebsart, serienmäßig                                         | Vorderradantrieb                                              | Vorderradantrieb                                              | Vorderradantrieb                                              | Vorderradantrieb                                              | Vorderradantrieb                                              | Vorderradantrieb                                              | Vorderradantrieb                                              |
| Antriebsart, optional                                            | —                                                             | —                                                             | —                                                             | —                                                             | —                                                             | —                                                             | —                                                             |
| Getriebe, serienmäßig                                            | 6-Gang-Schaltgetriebe                                         | 6-Gang-Schaltgetriebe                                         | 6-Gang-Schaltgetriebe                                         | 6-Gang-Schaltgetriebe                                         | 6-Gang-Schaltgetriebe                                         | 6-Gang-DSG                                                    | 6-Gang-DSG                                                    |
| Getriebe, optional                                               | 6-Gang-DSG                                                    | 6-Gang-DSG                                                    | 6-Gang-DSG                                                    | 6-Gang-DSG                                                    | 6-Gang-DSG                                                    | —                                                             | —                                                             |
| Leergewicht                                                      | 1723–1742 kg                                                  | 1703–1717 kg                                                  | 1695–1715 kg                                                  | 1695–1715 kg                                                  | 1727–1753 kg                                                  | 1790 kg                                                       | 1790 kg                                                       |
| maximale Zuladung                                                | 643 kg                                                        | 668–672 kg                                                    | 595 kg                                                        | 595–605 kg                                                    | 597–603 kg                                                    | 643 kg                                                        | 645 kg                                                        |
| Beschleunigung 0–100 km/h                                        | 9,9–10,7 s                                                    | 9,9–10,7 s                                                    | 9,9 s                                                         | 9,9 s                                                         | 10,7 s                                                        | 8,3 s                                                         | 7,8 s                                                         |
| Höchstgeschwindigkeit                                            | 197 km/h                                                      | 198–200 km/h                                                  | 198–200 km/h                                                  | 198–200 km/h                                                  | 198–200 km/h                                                  | 221 km/h                                                      | 226 km/h                                                      |
| Kraftstoffverbrauch auf 100 km (kombiniert, nach EWG-Richtlinie) | 7,2–7,6 l Super                                               | 6,4–7,1 l Super                                               | 7,8–8,4 l Super                                               | 7,6–8,2 l Super                                               | 7,8–8,2 l Super                                               | 8,4 l Super                                                   | 7,2–7,3 l Super                                               |
| CO2-Emission, kombiniert                                         | 167–178 g/km                                                  | 148–160 g/km                                                  | 178–192 g/km                                                  | 174–187 g/km                                                  | 177–186 g/km                                                  | 196 g/km                                                      | 167–168 g/km                                                  |
| Abgasnorm nach EU-Klassifikation                                 | Euro 5                                                        | Euro 6                                                        | Euro 6d-TEMP                                                  | Euro 6d-TEMP-EVAP-ISC                                         | Euro 6d                                                       | Euro 5                                                        | Euro 6                                                        |

#### Dieselmotoren
| Alhambra II                                                      | 2.0 TDI Ecomotive                                                     | 2.0 TDI Ecomotive                                                     | 2.0 TDI Ecomotive                                                     | 2.0 TDI Ecomotive                                                     | 2.0 TDI                                                               | 2.0 TDI                                                               |                                                                       | 2.0 TDI                                                               | 2.0 TDI                                                               | 2.0 TDI                                                               | 2.0 TDI                                                               |
| ---------------------------------------------------------------- | --------------------------------------------------------------------- | --------------------------------------------------------------------- | --------------------------------------------------------------------- | --------------------------------------------------------------------- | --------------------------------------------------------------------- | --------------------------------------------------------------------- | --------------------------------------------------------------------- | --------------------------------------------------------------------- | --------------------------------------------------------------------- | --------------------------------------------------------------------- | --------------------------------------------------------------------- |
| Bauzeitraum                                                      | 10/2011–05/2015                                                       | 05/2015–12/2016                                                       | 10/2010–05/2015                                                       | 05/2015–08/2018                                                       | 11/2018–08/2019                                                       | 09/2019–06/2020                                                       | 10/2010–12/2012                                                       | 01/2013–05/2015                                                       | 01/2019–08/2019                                                       | 09/2019–06/2020                                                       | 05/2015–08/2018                                                       |
| Motortyp                                                         | Vierzylinder-Dieselmotor in Reihenbauart mit Common-Rail-Einspritzung | Vierzylinder-Dieselmotor in Reihenbauart mit Common-Rail-Einspritzung | Vierzylinder-Dieselmotor in Reihenbauart mit Common-Rail-Einspritzung | Vierzylinder-Dieselmotor in Reihenbauart mit Common-Rail-Einspritzung | Vierzylinder-Dieselmotor in Reihenbauart mit Common-Rail-Einspritzung | Vierzylinder-Dieselmotor in Reihenbauart mit Common-Rail-Einspritzung | Vierzylinder-Dieselmotor in Reihenbauart mit Common-Rail-Einspritzung | Vierzylinder-Dieselmotor in Reihenbauart mit Common-Rail-Einspritzung | Vierzylinder-Dieselmotor in Reihenbauart mit Common-Rail-Einspritzung | Vierzylinder-Dieselmotor in Reihenbauart mit Common-Rail-Einspritzung | Vierzylinder-Dieselmotor in Reihenbauart mit Common-Rail-Einspritzung |
| Motorkennbuchstaben                                              | CFFE                                                                  | CUVA                                                                  | CFFB                                                                  | CUVC                                                                  | DLTB                                                                  | DLTB                                                                  | CFGB                                                                  | CFGC                                                                  | DLUB                                                                  | DLUB                                                                  | CUWA                                                                  |
| Motorbaureihe                                                    | VW EA189                                                              | VW EA288                                                              | VW EA189                                                              | VW EA288                                                              | VW EA288                                                              | VW EA288                                                              | VW EA189                                                              | VW EA189                                                              | VW EA288                                                              | VW EA288                                                              | VW EA288                                                              |
| Motoraufladung                                                   | Turbolader                                                            | Turbolader                                                            | Turbolader                                                            | Turbolader                                                            | Turbolader                                                            | Turbolader                                                            | Turbolader                                                            | Turbolader                                                            | Turbolader                                                            | Turbolader                                                            | Turbolader                                                            |
| Hubraum                                                          | 1968 cm³                                                              | 1968 cm³                                                              | 1968 cm³                                                              | 1968 cm³                                                              | 1968 cm³                                                              | 1968 cm³                                                              | 1968 cm³                                                              | 1968 cm³                                                              | 1968 cm³                                                              | 1968 cm³                                                              | 1968 cm³                                                              |
| max. Leistung bei min−1                                          | 85 kW (115 PS)/4200                                                   | 85 kW (115 PS)/3500                                                   | 103 kW (140 PS) (1)/4200                                              | 110 kW (150 PS)/3500                                                  | 110 kW (150 PS)/3500                                                  | 110 kW (150 PS)/3500                                                  | 125 kW (170 PS)/4200                                                  | 130 kW (177 PS)/4200                                                  | 130 kW (177 PS)/3500–4000                                             | 130 kW (177 PS)/3500–4000                                             | 135 kW (184 PS)/3500–4000                                             |
| max. Drehmoment bei min−1                                        | 280 Nm/1750–2750                                                      | 280 Nm/1750–3000                                                      | 320 Nm/1750–2500                                                      | 340 Nm/1750–3000                                                      | 340 Nm/1750–3000                                                      | 340 Nm/1750–3000                                                      | 350 Nm/1750–2500                                                      | 380 Nm/1750–2500                                                      | 380 Nm/1750–2500                                                      | 380 Nm/1750–2500                                                      | 380 Nm/1750–3000                                                      |
| Antriebsart, serienmäßig                                         | Vorderradantrieb                                                      | Vorderradantrieb                                                      | Vorderradantrieb                                                      | Vorderradantrieb                                                      | Vorderradantrieb                                                      | Vorderradantrieb                                                      | Vorderradantrieb                                                      | Vorderradantrieb                                                      | Vorderradantrieb                                                      | Vorderradantrieb                                                      | Vorderradantrieb                                                      |
| Antriebsart, optional                                            | —                                                                     | —                                                                     | Allrad 4Drive                                                         | Allrad 4Drive                                                         | Allrad 4Drive                                                         | —                                                                     | Allrad 4Drive                                                         | —                                                                     | Allrad 4Drive (7-Gang-DSG)                                            | Allrad 4Drive (7-Gang-DSG)                                            | Allrad 4Drive (7-Gang-DSG)                                            |
| Getriebe, serienmäßig                                            | 6-Gang-Schaltgetriebe                                                 | 6-Gang-Schaltgetriebe                                                 | 6-Gang-Schaltgetriebe                                                 | 6-Gang-Schaltgetriebe                                                 | 6-Gang-Schaltgetriebe                                                 | 6-Gang-Schaltgetriebe                                                 | 6-Gang-Schaltgetriebe                                                 | 6-Gang-Schaltgetriebe                                                 | 6-Gang-Schaltgetriebe                                                 | 6-Gang-Schaltgetriebe                                                 | 6-Gang-Schaltgetriebe                                                 |
| Getriebe, optional                                               | —                                                                     | —                                                                     | 6-Gang-DSG (nicht bei 4Drive)                                         | 6-Gang-DSG (nicht bei 4Drive)                                         | 6-Gang-DSG (nicht bei 4Drive)                                         | 6-Gang-DSG                                                            | 6-Gang-DSG                                                            | 6-Gang-DSG                                                            | 6-Gang-DSG                                                            | 6-Gang-DSG                                                            | 6-Gang-DSG                                                            |
| Leergewicht                                                      | 1772 kg                                                               | 1772 kg                                                               | 1774–1891 kg                                                          | 1772–1891 kg                                                          | 1805–1855 kg                                                          | 1785–1805 kg                                                          | 1794–1803 kg                                                          | 1800–1804 kg                                                          | 1815–1915 kg                                                          | 1815–1915 kg                                                          | 1800–1923 kg                                                          |
| maximale Zuladung                                                | 663 kg                                                                | 693 kg                                                                | 643–714 kg                                                            | 643–693 kg                                                            | 605–685 kg                                                            | 605 kg                                                                | 744 kg                                                                | 641–645 kg                                                            | 575 kg                                                                | 645 kg                                                                | 671–712 kg                                                            |
| Beschleunigung 0–100 km/h                                        | 12,6 s                                                                | 12,6 s                                                                | 10,9–11,4 s                                                           | 10,3–10,6 s                                                           | 10,3–10,6 s                                                           | 10,3–10,6 s                                                           | 9,5–9,8 s                                                             | 9,3–9,6 s                                                             | 9,1–9,3 s                                                             | 9,1–9,3 s                                                             | 8,9 s                                                                 |
| Höchstgeschwindigkeit                                            | 183 km/h                                                              | 184 km/h                                                              | 191–194 km/h                                                          | 198–200 km/h                                                          | 198 km/h                                                              | 198 km/h                                                              | 204–207 km/h                                                          | 206–208 km/h                                                          | 208–210 km/h                                                          | 208–210 km/h                                                          | 211–215 km/h                                                          |
| Kraftstoffverbrauch auf 100 km (kombiniert, nach EWG-Richtlinie) | 5,5 l Diesel                                                          | 5,0–5,1 l Diesel                                                      | 5,5–6,0 l Diesel                                                      | 5,0–5,6 l Diesel                                                      | 6,6–7,0 l Diesel                                                      | 6,2–6,6 l Diesel                                                      | 5,8–5,9 l Diesel                                                      | 5,8–5,9 l Diesel                                                      | 5,6–7,3 l Diesel                                                      | 6,8–7,3 l Diesel                                                      | 5,3–5,9 l Diesel                                                      |
| CO2-Emission, kombiniert                                         | 143 g/km                                                              | 130–132 g/km                                                          | 143–158 g/km                                                          | 130–147 g/km                                                          | 175–185 g/km                                                          | 164–174 g/km                                                          | 152–154 g/km                                                          | 152–154 g/km                                                          | 147–193 g/km                                                          | 177–191 g/km                                                          | 138–154 g/km                                                          |
| Abgasnorm nach EU-Klassifikation                                 | Euro 5                                                                | Euro 6                                                                | Euro 5                                                                | Euro 6                                                                | Euro 6d-TEMP                                                          | Euro 6d-TEMP-EVAP-ISC                                                 | Euro 5                                                                | Euro 5                                                                | Euro 6d-TEMP                                                          | Euro 6d-TEMP-EVAP-ISC                                                 | Euro 6                                                                |

Ab August 2020 waren Sharan und Alhambra nicht mehr mit Dieselmotoren erhältlich.

## Ausstattung

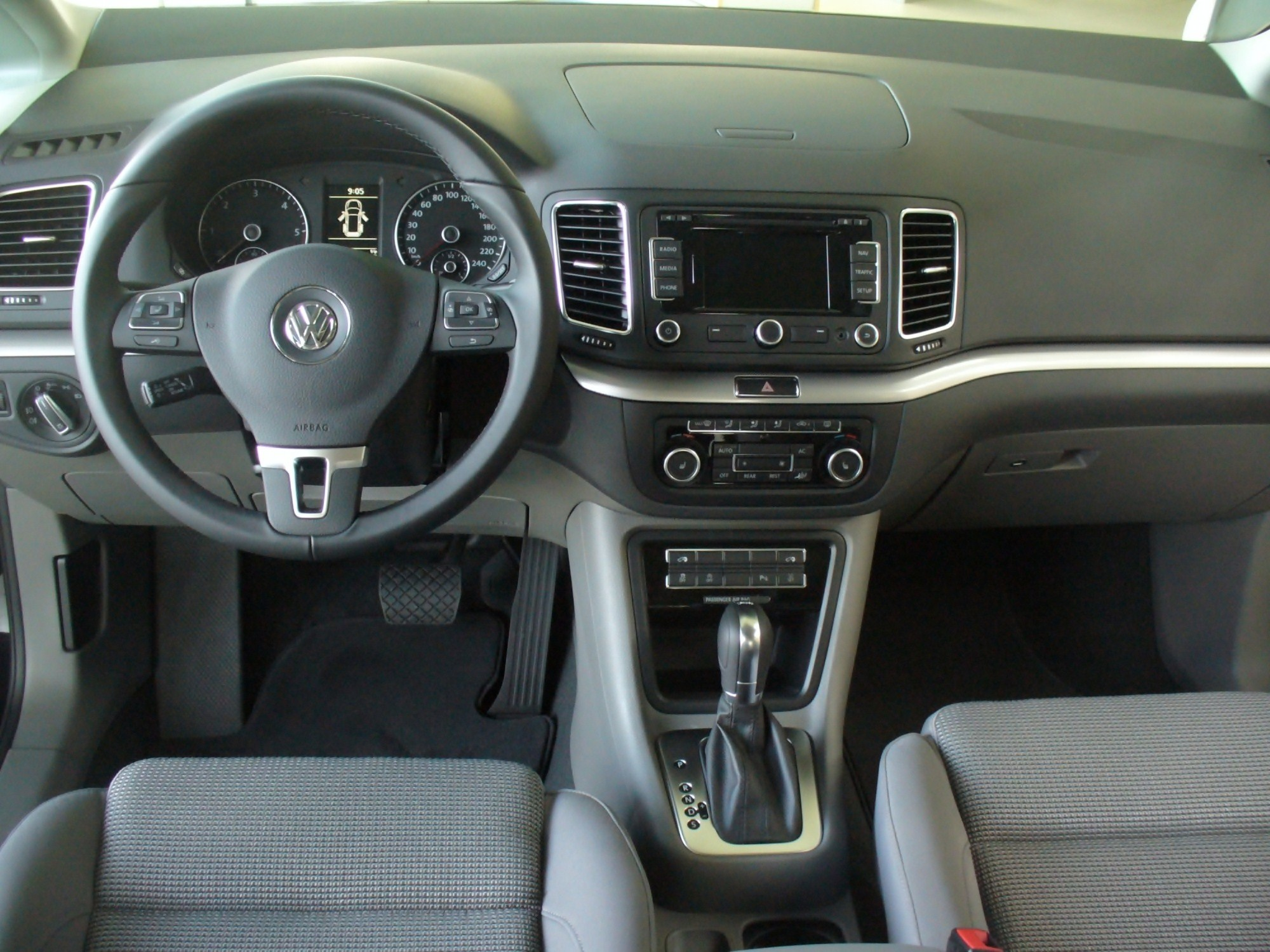
Interieur (VW Sharan)

Sharan II und Alhambra II werden als Fünfsitzer (2:3) und optional als Siebensitzer (2:3:2) angeboten. Die Sitze der hinteren beiden Reihen sind im Gegensatz zum Vorgänger nicht ausbaubar bzw. nachrüstbar, aber sie können einfach versenkt werden. Bis zum Modelljahr 2016 war der Sharan II optional auch als Sechssitzer (2:2:2) erhältlich. Zur Serienausstattung gehören u. a. sieben Airbags, ESP, ein Berganfahrassistent, elektrisch einstell- und beheizbare Außenspiegel, eine elektrische Feststellbremse, elektrische Fensterheber, eine Klimaanlage sowie ein CD-Radio. Gegen Aufpreis sind u. a. Dreizonen-Klimaautomatik, Fahrerassistenzsysteme oder ein Panorama-Schiebedach verfügbar.

### Ausstattungslinien

#### Sharan
Beim Sharan gibt es die Ausstattungslinien Trendline, Comfortline und Highline. Die Basisausstattung Trendline ist optisch an der fehlenden Chromumrandung der Seitenfenster und des Lufteinlassgitters erkennbar. Die Trendline kommt serienmäßig mit Stahlfelgen und VW-Radvollblenden. Die Comfortline verfügt zusätzlich über 16"-Leichtmetallräder, Dachreling, Sportkomfortsitze, Lederlenkrad und Einparksensoren, der Highline über 17"-Leichtmetallräder, Chrom-Dachreling, beheizbare Sportkomfortsitze in Alcantara-Ausführung, Multifunktionslederlenkrad und Nebelscheinwerfer.
Die Sondermodelle des VW Sharan basieren jeweils auf der Comfortline-Ausstattung. Zur Serienausstattung gehören in der Regel 17"-Leichtmetallräder, Klimaautomatik, beheizbare Vordersitze, Multifunktionslenkrad und Nebelscheinwerfer sowie meistens Schiebetüren und/oder Gepäckraumklappe mit elektrischer Öffnung und Schließung. Sie wurden jeweils für ein Kalenderjahr angeboten und trugen die Namen STYLE (2011), Match (2012), Life (2013), CUP (2014), Beach und Ocean (beide 2015), ALLSTAR (2016), SOUND (2017), JOIN (2018), IQ.DRIVE (2019), UNITED (2020) und ACTIVE (2021).

#### Alhambra
Beim Alhambra heißen die Ausstattungslinien Reference und Style. Als dritte Ausstattungslinie wurde im Modelljahr 2016 Style Plus und im Modelljahr 2017 FR-Line angeboten. Das ursprüngliche Basismodell Reference wurde 2019 mit der nächsthöheren Ausstattungslinie Style zusammengelegt. Die mittlere Ausstattung Xcellence wurde ergänzt. Während beim Sharan viele Optionen einzeln gewählt werden können, sind diese beim Alhambra häufig nur in Paketen, dafür aber günstiger als im Sharan erhältlich. Der Style verfügt serienmäßig über 16"-Leichtmetallräder, Dachreling, Multifunktionslederlenkrad, Einparksensoren und Nebelscheinwerfer.
Vom Alhambra wurden ebenfalls jährlich mehrere Sondermodelle angeboten.

### Kofferraum
Das Fahrzeug bietet gegenüber den gleichnamigen Vorgängern eine um 22 Zentimeter längere Plattform. Dadurch fasst der Kofferraum ohne dritte Sitzreihe 809 bis 2430 Liter. Mit dritter Sitzreihe liegt das Volumen bei 267 bis 2297 Liter.
Der Kofferraum der 5-Sitzer-Version bildet auch nach Umklappen der 2. Sitzreihe keine ebene durchgehende Fläche. Unter der Ladefläche befinden sich flache Stauräume, was Auswirkungen auf die zulässige Lastverteilung hat.

### Sicherheit
Beim Euro-NCAP-Crashtest im November 2010 bekam der VW Sharan 34 Punkte beim Insassenschutz, 36 Punkte im Kinderschutz und 16 Punkte im Fußgängerschutz.

### Umwelt
Laut der Deutsche Umwelthilfe e. V. (DUH) ist der Sharan II nach dem Softwareupdate das einzige nachgemessene Fahrzeug in der VW-Flotte, das im realen Fahrbetrieb den Grenzwert der Euro-5-Norm für Prüfstandsmessungen einhält.